# Abraham Bueno de Mesquita
Abraham (Appie) Bueno de Mesquita (Amsterdam, 23 juli 1918 – Lelystad, 19 augustus 2005), meestal kortweg Bueno de Mesquita of Bueno genoemd, was een Nederlands komiek, muzikant en acteur van Joodse afkomst.

## Levensloop
In de Tweede Wereldoorlog kwam Bueno de Mesquita in het doorgangskamp van de Kazerne Dossin in het Belgische Mechelen terecht. Toen de SS-commandant muzikanten zocht, meldde Bueno de Mesquita zich aan. Zo voorkwam hij deportatie naar Auschwitz.
Bueno de Mesquita werkte als bandparodist en als muzikant, onder andere in het orkest van Malando, en bij The Skymasters. Met onder anderen Rudi Carrell, Rita Corita en André van Duin werkte hij samen als komiek; vanaf 1968 bij Carrell in West-Duitsland. Als acteur had hij onder andere een rol in de televisieserie Kunt u mij de weg naar Hamelen vertellen, mijnheer?
Bueno de Mesquita overleed op 87-jarige leeftijd: hij was al geruime tijd ziek en had longkanker en een hersentumor.

## Onderscheidingen
- Lid in de Orde van Oranje-Nassau (2003)
- Ambassadeur van de gemeente Lelystad

## Autobiografie
- Abraham Bueno de Mesquita: "Cello met een snaar; mijn levensverhaal" (ISBN 90-513-2017-5)

## Filmografie
- 1964 - Spuit elf
- 1976 - De radiodroom
- 1977 - In Tirol gaat de ontucht nooit verloren
- 1978 - De Tiroler Sex-Express
- 1979 - Himmel, Scheich und Wolkenbruch
- 1980/1981 - Dag '80, hallo '81